# Santa Comba Dão (freguesia)
A Freguesia de Santa Comba Dão é uma extinta freguesia portuguesa do Município de Santa Comba Dão, que tinha 11,21 km² de área e 3 386 habitantes (2011), e, por isso, uma densidade populacional de 302,1 hab/km².
A freguesia foi extinta (agregada) pela reorganização administrativa de 2012/2013, tendo o seu território sido agregado ao da Freguesia de Couto do Mosteiro para criar a União de Freguesias de Santa Comba Dão e Couto do Mosteiro.

## População
| População da freguesia de Santa Comba Dão | População da freguesia de Santa Comba Dão | População da freguesia de Santa Comba Dão | População da freguesia de Santa Comba Dão | População da freguesia de Santa Comba Dão | População da freguesia de Santa Comba Dão | População da freguesia de Santa Comba Dão | População da freguesia de Santa Comba Dão | População da freguesia de Santa Comba Dão | População da freguesia de Santa Comba Dão | População da freguesia de Santa Comba Dão | População da freguesia de Santa Comba Dão | População da freguesia de Santa Comba Dão | População da freguesia de Santa Comba Dão | População da freguesia de Santa Comba Dão |
| ----------------------------------------- | ----------------------------------------- | ----------------------------------------- | ----------------------------------------- | ----------------------------------------- | ----------------------------------------- | ----------------------------------------- | ----------------------------------------- | ----------------------------------------- | ----------------------------------------- | ----------------------------------------- | ----------------------------------------- | ----------------------------------------- | ----------------------------------------- | ----------------------------------------- |
| 1864                                      | 1878                                      | 1890                                      | 1900                                      | 1911                                      | 1920                                      | 1930                                      | 1940                                      | 1950                                      | 1960                                      | 1970                                      | 1981                                      | 1991                                      | 2001                                      | 2011                                      |
| 1 282                                     | 1 613                                     | 1 681                                     | 1 981                                     | 2 054                                     | 1 975                                     | 2 462                                     | 2 232                                     | 2 305                                     | 2 567                                     | 2 336                                     | 2 892                                     | 2 803                                     | 3 241                                     | 3 386                                     |

| Distribuição da População por Grupos Etários | Distribuição da População por Grupos Etários | Distribuição da População por Grupos Etários | Distribuição da População por Grupos Etários | Distribuição da População por Grupos Etários | Distribuição da População por Grupos Etários | Distribuição da População por Grupos Etários | Distribuição da População por Grupos Etários | Distribuição da População por Grupos Etários | Distribuição da População por Grupos Etários |
| -------------------------------------------- | -------------------------------------------- | -------------------------------------------- | -------------------------------------------- | -------------------------------------------- | -------------------------------------------- | -------------------------------------------- | -------------------------------------------- | -------------------------------------------- | -------------------------------------------- |
| Ano                                          | 0-14 Anos                                    | 15-24 Anos                                   | 25-64 Anos                                   | > 65 Anos                                    |                                              | 0-14 Anos                                    | 15-24 Anos                                   | 25-64 Anos                                   | > 65 Anos                                    |
| 2001                                         | 471                                          | 534                                          | 1 667                                        | 569                                          |                                              | 14,5%                                        | 16,5%                                        | 51,4%                                        | 17,6%                                        |
| 2011                                         | 498                                          | 348                                          | 1 848                                        | 692                                          |                                              | 14,7%                                        | 10,3%                                        | 54,6%                                        | 20,4%                                        |

Média do País no censo de 2001:  0/14 Anos-16,0%; 15/24 Anos-14,3%; 25/64 Anos-53,4%; 65 e mais Anos-16,4%
Média do País no censo de 2011:   0/14 Anos-14,9%; 15/24 Anos-10,9%; 25/64 Anos-55,2%; 65 e mais Anos-19,0%

## Património
- Pelourinho de Santa Comba Dão
- Casa dos Arcos na Rua de Santa Columba

## Personalidades ilustres
- Barão de Santa Comba Dão